# Sébastien Leclerc II

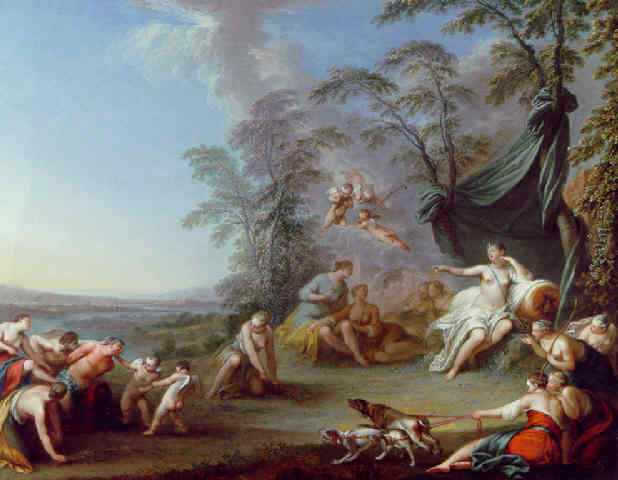
Diana e le sue ninfe catturano un satiro(1770)

Sébastien Leclerc II, o Leclercq o Le Clerc o Le Clercq (Parigi, 29 settembre 1676 – Parigi, 29 giugno 1763), è stato un pittore e disegnatore francese.

## Biografia
Figlio di Sébastien Leclerc, apprese i rudimenti della pittura dal padre e proseguì i suoi studi presso la scuola di Bon Boullogne. Tuttavia non adottò il modo di colorare di questa scuola, ma si mantenne sempre fedele alla maniera del padre. Fu pittore del re e da questi stabilmente retribuito, professore all'Accademia reale di pittura e scultura, insegnante di disegno presso la scuola della Manifattura dei Gobelins e, dal 1736, direttore, membro del consiglio di fabbrica della chiesa e commissario per i poveri della parrocchia di Sant'Ippolito.
 Leclerc rappresentò principalmente soggetti di genere, mitologici, allegorici e architetture.
 Fu suo allievo il figlio Jacques Sébastien.

## Alcune opere
- Diana e le sue ninfe catturano un satiro, olio su tela, 1770
- L'uomo tra due epoche e due amanti[4]
- Achille scoperto tra le figlie di Licomede, olio su tela, 33 x 42 cm, 1750 circa[5]
- Ritratto di Jean-Louis Laruette[6]
- Ritratto di Rosalie Duplant[7]